# Paradox texaského střelce
Paradox texaského střelce (anglicky Texas sharpshooter fallacy) je chyba v argumentaci, ve které jsou některá data ignorována a jsou vyzdvižena pouze příhodná fakta. Tato chyba v argumentaci má filosocko/rétorické využití v mnoha problémech srovnání (ve statistice) a při sledování vlivu apofenie (v kognitivní psychologii): Lidské tendence vidět vzorce v náhodných datech.
Jméno pochází z vtipu o Texasanovi, který vypálí několik kulek do kůlny a až následně namaluje terč, zdobený přesnými průstřely do černého.

## Struktura
Paradox texaského střelce se často objeví tam, kde se jednotlivec snaží primárně shromáždit velké množství dat a následně vybere ta, která se mu hodí do argumentace. Výsledkem je vizuálně velké množství příkladů se společnými faktory, které nejsou pro případ reprezentativní.
Paradox je také doprovázen výzkumem bez primární hypotézy, kterou řečník může stanovit až dodatečně a tím se stavět do role proroka.
Sociolog Dan Ariely upozorňuje na potenciální problém nejen ve vyhodnocování dat ve výzkumech, ale také v empirických soudech našeho každodenního života. V přednášce z roku 2011 uvedl příklad na vlastním výzkumu, který kompletně odpovídal původní hypotéze, až na jednoho jedince. Když Dan Ariely zjistil, že jedinec byl pod vlivem alkoholu, měl tendenci ho ze skupiny vyškrtnout s odůvodněním možného vlivu alkoholu. Data by tím ale podle něho byla nepřiměřeně přebarvena.

## Příklady
- Švédská studie z roku 1992 se snažila vypátrat vztah mezi elektromagnetickými vlnami a zdravím. Výzkumníci se ptali více než 800 účastníků žijících do 300 metrů od vysokofrekvenčního vedení po dobu alespoň 25 let. Studie našla až čtyřikrát větší výskyt dětské leukémie mezi nejblíže žijícími respondenty. Pozdější výzkumy o vztahu mozkových nádorů a užívání mobilního telefonu neshledaly žádnou spojitost, nicméně je velmi těžké hledat respondenty, kteří nepoužívají mobilní telefon a ty, které zastihl zároveň mozkový tumor, čili panuje obecný nedostatek vzorků. Nakonec bylo i paradoxně zjištěno, že původní hypotéza, že lidé žijící v blízkosti vysílačů budou přijímat vyšší dávky radiace se ukázala být mylná, protože mobilní telefony nepotřebují vysílat tak intenzivní záření na to, aby komunikovaly s věží.[7][8]